# Bimbomix
Bimbomix è una serie di compilation, comprendente sei album musicali pubblicati dall'etichetta discografica Baby Records dal 1983 al 1987.
Gli album contenevano in ciascun lato del 33 giri o della musicassetta una sequenza mixata (cioè senza pausa tra un brano e l'altro), sulla scia di Mixage, altra fortunata serie prodotta dalla stessa casa discografica, con la differenza che le raccolte Bimbomix erano destinate ad un pubblico infantile.
Nonostante la selezione dei brani inseriti seguisse logiche non sempre convincenti (alcune canzoni erano destinate principalmente ad un pubblico adulto ma pur sempre ascoltabili ed ascoltate dai bambini, ed in numerosi casi si trattava di cover di interpreti sconosciuti), e la qualità del missaggio fosse piuttosto scadente, le vendite si rivelarono di tutto rispetto, specie per i primi tre album (il primo arrivò a 500 000 copie).
Si ricordano gli spot televisivi a cartoni animati realizzati da Guido Manuli, che videro come protagonisti "Baby" (logo dell'etichetta) e "Cin Ciao Lin" (cinese stereotipato). Tra il 1987 ed il 1988 andò anche in onda dal lunedì al venerdì, sui circuiti regionali di Junior Tv, una trasmissione intitolata Baby Records Show. A causa della crisi che colpì la Baby Records alla fine degli anni ottanta, la serie non ebbe seguito, così come la produzione di queste raccolte mixate.

## Tracce

### Bimbomix 1983
- Gigi Sabani - A me mi torna in mente una canzone
- Romina Power - Il ballo del qua qua (Romina Power, Lorenzo Raggi)
- Righeira - Vamos a la playa (Stefano Righi/Carmelo La Bionda)
- Pippo Franco - Chì chì chì cò cò cò
- Ricchi e Poveri - Mamma Maria (Cristiano Minellono/Dario Farina)
- Raffaella Carrà - Ballo ballo
- I Caramella - Canzone dei puffi [cover]
- Heather Parisi - Disco Bambina
- Trix - C'est la vie
- I Pellicani - Lady Oscar [cover]
- Jocelyn - Kazoo kazoo
- Barbara Bouchet - Se tu fossi bello
- D. D. Sound - 1 2 3 4 Gimme Some More
- Gigi Sabani - Cantate lo jodel (ripresa della traccia 1)

### Bimbomix 1984
- Tacos and Baby Boy - Speedy Gonzales
- Ricchi e Poveri - Voulez vous danser (Cristiano Minellono, Paolo Amerigo Cassella/Dario Farina)
- P. Lion - Happy Children
- Legends - Ob-La-Di, Ob-La-Da [cover]
- Heather Parisi - Cicale (Alberto Testa, Tony De Vita, Franco Miseria, Silvio Testi)
- Albert One - Turbo Diesel
- Bit Bit - Run Computer Games
- Baby Boy and The Marmots - Agadou
- Jimmy Bono - Rockfeller [cover]
- Sally Blue - Georgie [cover]
- Viola Simoncioni - a.b.c.d.. E.T.
- Boys Group - Hello! Spank [cover]
- Alice Foster - Nanà Supergirl [cover]
- Sabine Dani - John & Solfami [cover]

### Bimbomix 1985
- Renzo Arbore e la New Pathetic Elastic Orchestra - Ma la notte no
- Righeira - L'estate sta finendo (Stefano Righi/Carmelo La Bionda)
- Renzo Arbore e la New Pathetic Elastic Orchestra - Il materasso
- Ricchi e Poveri - Hasta la vista (Cristiano Minellono, Paolo Amerigo Cassella/Dario Farina)
- Romina Power - Il ballo del qua qua
- Jimmy Bono - Happy Days
- The Babies - We Are the World [cover]
- Alice Foster - Arrivano gli Snorky [cover]
- Christie - Che bello essere un Puffo [cover]
- Paolo Barabani - Buon Natale
- Jocelyn - Rino Rino
- Gigi Sabani - Canzone scema
- Gladiators - Quo Vadiz
- Son Caribe - La colegiala [cover]

### Bimbomix "Vacanze" 1985
- Ray Parker Jr. - Ghostbusters
- Video Kids - Woodpeckers from Space
- O'Bryan - The Never Ending Story [cover]
- Jungle Boy - Tarzan Boy
- Tibor Levay - Gypsy Boogie
- Solution - La Ballata di Bo e Luke (Luigi Albertelli/Augusto Martelli) [cover]
- Nadia - L'Incantevole Creamy (Alessandra Valeri Manera/Giordano Bruno Martelli) [cover]
- Zuzzurro e Gaspare - Ce l'ho qui la brioche
- Andrea - I'm a Lover
- I Trettré - Iammammare
- Ricchi e Poveri - Made in Italy
- Enrico Beruschi - Urca che bello
- Al Bano e Romina Power - Magic Oh Magic
- Paolo Barabani - Hop Hop Somarello (Paolo Barabani, Pupo)

### Bimbomix 1986
- Spagna - Easy Lady
- Lou Sern - Swiss boy
- Samantha Fox - Touch me (I want your body)
- Scotch - Mirage
- Condors - Geil (Geilomatick mix) [cover]
- Jimmy Bono - Happy days [cover]
- Sweet Shirt - Rock it rock it tonight (Sarà perché ti amo)
- Mini Pops - Venus [cover]
- Alice Foster - Magica magica Emi (Alessandra Valeri Manera/Giordano Bruno Martelli) [cover]
- Christie - Memole dolce Memole (Alessandra Valeri Manera/Giordano Bruno Martelli) [cover]
- Sabine Dani - Mila e Shiro (due cuori nella pallavolo) (Alessandra Valeri Manera/Carmelo Carucci) [cover]
- Micaela - La Isla Bonita [cover]
- Andrea - Like Humphrey Bogart
- Eddy Huntington - USSR

### Bimbomix 1987
- Baby Band - Rosvita (per colpa di Teddy)
- Giorgia - Dolce Lassie
- Christie - Boys (In the Summertime Love) [cover]
- Den Harrow - Tell me why
- The Firm - Star Trekking
- Enrico Beruschi - Mira l'onda del mar
- Ricchi e Poveri - Cocco bello Africa
- Babyno - Mule skinner blues
- Big John Russel - Hokie Pokie (All Over the World)
- Jocelyn - Runner in the Sky
- Paolo Barabani - Frutta fresca
- Alice Foster - Pollyanna (Alessandra Valeri Manera/Carmelo Carucci) [cover]
- Mini Pops - Fame [cover]
- The Babies - We Are the World [cover, con la partecipazione straordinaria di Cin Ciao Lin, Babyno e Junior]